# Christopher Mitchum
Pour les articles homonymes, voir Mitchum.
Christopher Mitchum est un acteur américain, né le 16 octobre 1943 à Los Angeles. Il est le deuxième fils de Robert Mitchum.
Il a commencé sa carrière en tournant aux côtés de John Wayne, puis est apparu dans de nombreux films de série B.

## Filmographie partielle
- 1970 : Trois Réservistes en java (Suppose They Gave a War and Nobody Came?) de Hy Averback : Alturi
- 1970 : Rio Lobo de Howard Hawks : Sergent Tuscarora Philips
- 1970 : Chisum d'Andrew V. McLaglen : Tom O'Folliard
- 1971 : Big Jake de George Sherman et John Wayne : Michael McCandles
- 1974 : La dynamite est bonne à boire (El recién llegado escribió su epitafio) d'Aldo Sambrell
- 1976 : La Loi de la haine (The Last Hardmen) d'Andrew V. McLaglen : Hal Brickman
- 1980 : Le Jour de la fin des temps (The Day Time Ended) de John Cardos : Richard
- 1980 : Tusk d'Alejandro Jodorowsky : Richard Cairn
- 1985 : Commando Mengele d'Andrea Bianchi et Jesús Franco : Wolfgang von Backey
- 1987 : Les Prédateurs de la nuit de Jesús Franco : Morgan
- 1988 : Dark Mission : Les Fleurs du mal de Jesús Franco : Derek Timothy Carpenter